# サツキコカ・コーラキャンニング
サツキコカ・コーラキャンニングは、かつて存在した日本で唯一の缶製品専門のコカ・コーラ製造会社である。

## キャンニング事業の黎明期からサツキ社発足までの概要
日本コカ・コーラは当初、缶入り製品は日本各地のボトリング会社とは別に自社での生産を方針としていた。自前の工場が完成するまで明治製菓小田原工場に生産を委託していたが、1967年11月に大阪府高槻市にキャンニング（缶詰）プラントとして大阪工場が完成。ここから全国に出荷していたが需要の増大に応えるための新たな工場の建設を迫られ、1971年6月に埼玉県吉見町に埼玉工場を完成させた。この埼玉工場がサツキ社の原点となる。ちなみに同時期に建設計画が進んでいた広島のキャンニングプラントは山陽コカ・コーラボトリング本郷缶詰工場（現コカ・コーラウエストプロダクツ本郷工場）として建設された。
しかし、上記工場からの出荷だけでは年を追うごとに需要が急増する缶製品の供給に応えることに無理が生じ始めたこと、全国のボトラーからの缶製品自社生産を要望する声が高まると、日本コカ・コーラも当初の方針を変えて各ボトラーによる自前でのキャンニングライン設置を許可するようになっていく。こうして1971年5月には東京コカ・コーラボトリング多摩工場にキャンニングラインが設置された。近畿コカ・コーラボトリングや、中京コカ・コーラボトリングなど他の大手ボトラーも追随する。
同じく缶入り製品の自社生産化を熱望していた三国コカ・コーラボトリング（以下三国社）は当初自社群馬工場近くに自前でキャンニング工場を建設する予定で土地の確保までしていたが、日本コカ・コーラからの工場買い入れの申し入れを受け譲渡金額で折り合いがつけば三井物産と買収する方針を決定する。そして三井物産90%、三国社10%の出資によりサツキ飲料株式会社を設立した（昭和53年に三国社55%、三井物産45%に変更）。同社は昭和49年1月にサツキコカ・コーラキャンニング株式会社に商号を変更し、営業を開始する。この買収は工場だけでなく、労働者の一括受け入れも含んでいた。日本コカ・コーラと三国社の労働条件及び待遇には大きな差があったため、早急な合併は難しい問題でありそのため三国社への吸収合併でなく将来の合併を視野に入れながらの別法人設立となったのである。
こうした背景を持ち設立されたサツキ社は250ml・350ml缶製品の高速充填が可能な製造設備を当初から有する最新鋭のキャンニング工場として、三国社のキャンニングプラント、設備の関係で他ボトラーが自社生産できない製品の委託生産、自社工場にキャンニングラインを持たないボトラー向けへの製品出荷（主にみちのくコカ・コーラボトリング及び長野コカ・コーラボトリング）と主に3つの機能を担うこととなる。その後1983年のポストミックス用シロップライン、1984年のジョージア生産用レトルトライン設置を経て1985年に三国社に正式に吸収合併され同社の埼玉第二工場となる。2017年現在ではコカ・コーライーストジャパン埼玉工場として関東地方を中心に缶製品を製造・出荷している。
東洋製罐の工場はコカ・コーラの工場に隣接して建設されているところが数箇所あるがこれは偶然ではない。コカ・コーラウエストの本郷工場及び基山工場にも工場が隣接しており、「バイプラント方式」と呼ばれる缶をリアルタイムで製造・供給する方式にて生産された缶はコカ・コーラ工場に直結するラインで運ばれ効率的な生産を可能とする。これは缶の供給側・買い入れ側の両社ともに大きなコストダウンをもたらし、商売上の戦略としては非常に効果的な方法である。東洋製罐は日本のコカ・コーラボトラーの多くに出資しており、三国社にも大株主の一つとして名を連ねている。

## サツキコカ・コーラキャンニング末期の製造ライン能力
- 1号機

1200缶/1分の250ml炭酸缶製品の製造が可能であった。
- 2号機

1号機と同等の機能。
- 3号機

1000缶/1分の350ml炭酸缶製品の製造が可能で、後に500mlサイズも対応した。
350mlサイズは主に長野コカ・コーラボトリング向けに出荷された。
- 4号機

1・2号機と同等の機能であったが、1976年HI-Cエード発売に伴い果汁飲料製造のためのホット充填に対応。
- 5号機

1984年に設置され、700缶/1分のジョージア製品製造が可能であった。
- ポストミックスシロップライン

1983年にカップベンダー等に供給するシロップ製造のために設置された。

## サツキ社より缶製品の供給を受けていたボトラー
- みちのくコカ・コーラボトリング

自社工場にキャンニングラインを持っていなかったため、サツキ社が三国コカ・コーラボトリングに吸収された後も花巻工場完成までの間大部分の製品の供給を受けていた。
- 仙台コカ・コーラボトリング

1975年まで350ml缶製品、1976年の仙台工場キャンニングライン設置まで250ml缶製品の大半について供給を受けていた。ファンタグレープ等一部製品については自社製造開始まで引き続き供給を受けた。
- 三国コカ・コーラボトリング

三国社のキャンニングプラントの機能が主な役割であったことから、自社生産開始前のジョージア製品（1984年以前）や農協の委託加工製品であるHI-C缶製品以外のほぼ全ての製品の供給を受けていた。
- 長野コカ・コーラボトリング

みちのく社と同様キャンニングラインを持っていなかったため大部分の商品を調達していた（主に350ml缶製品）。北陸コカ・コーラボトリング傘下に入ってからは北陸社からの調達にシフトしていった。
- 北陸コカ・コーラボトリング

350ml缶製品の供給を受けていたが、武生工場完成後は350ml缶製品の販売を中止し一部製品を除き250ml缶製品の自社生産に全面的に切り替えた。
上記ボトラーへの供給に加え、各ボトラー社の製造設備では対応しきれていなかったHI-Cエード（後にHI-Cサンフィルに改称）缶、天然色素切り替え直後のファンタグレープ缶、コカ・コーラの500ml缶等の製品はサツキ社が生産し各ボトラーに供給した。

## 関連文献
- みくに爽やか25年史　三国コカ・コーラボトリング（1988年10月）
- あすへの挑戦:企業ドキュメント三国コカ・コーラ 埼玉新聞社（1988年5月）